# آلیزاپرید
آلیزاپرید (لیتیکان، پلیتیکان، سوپران، ورگنتان) یک آنتاگونیست دوپامین با اثرات پروکنتیک و ضد استفراغ است که در درمان تهوع و استفراغ از جمله تهوع و استفراغ بعد عمل جراحی استفاده می‌شود. از نظر ساختاری با متوکلوپرامید و سایر بنزامیدها شباهت دارد.

## مکانیسم عمل
اثرات آلیزاپرید بر اساس محاصره گیرنده های دوپامین در مرکز استفراغ است. از آنجایی که آلیزاپرید قادر به عبور از سد خونی مغزی است، اختلالات حرکتی خارج هرمی موقت مانند دیستونی حاد و دیسکینزی می تواند به عنوان عوارض نامطلوب رخ دهد. نیمه عمر نهایی پلاسما تقریباً ۳ ساعت است.

## سنتز
سنتز چند مرحله ای آلیزاپرید در توالی واکنش زیر توضیح داده شده است:

- این محصول در اینجا از مواد اولیه ۴-آمینوسالیسیلیک اسید و ۱-آلیل-۲-آمینو متیل پیرولیدین تولید می شود که ابتدا اسید آمینوسالیسیلیک را دو برابر با دی متیل سولفات متیله کرده و در یک فرآیند دو مرحله ای به بنزوتریازول تبدیل می کند. در مرحله آخر، متیل استر با گروه آمینه ماده اولیه دوم متراکم می شود و آمید را تشکیل می دهد.

## اشکال دارویی
Vergentane (D)، Limican (I)
به صورت قرص و محلول تزریقی موجود است. نمک اسید هیدروکلریک آلیزاپرید هیدروکلراید، پودری با نقطه ذوب ۲۰۶-۲۰۸ درجه سانتیگراد، نیز در پزشکی استفاده می شود.